# 静岡県総合教育センター
静岡県総合教育センター（しずおかけんそうごうきょういくセンター、英称：The Comprehensive Education Center of Shizuoka Prefecture）は、静岡県が設置する教育に関する研究及び教育関係職員の研修を行う機関である。

## 概要
静岡県総合教育センターは社会の変化に適切に対応した教育の推進を図るため、地方教育行政の組織及び運営に関する法律第30条の規定または静岡県の条例に基づき1995年前身の静岡県立教育研修所、静岡県立情報処理教育センター、静岡県教育委員会事務局教育相談センターを統合して設置される。

## 所在地
- 静岡県総合教育センター - 静岡県掛川市富部456番地（北緯34度47分13.7秒 東経137度58分12.5秒）
- 静岡県総合教育センター東部支援班 - 静岡県沼津市高島本町1-3（東部総合庁舎内 北緯35度6分26.7秒 東経138度51分23.8秒）
- 静岡県総合教育センター教育相談班 - 静岡県静岡市駿河区有明町2-20（静岡総合庁舎内 北緯34度58分7.2秒 東経138度24分23秒）

## 事業
事業内容は下記の通りである。
1. 教育関係職員の研修に関すること
2. 教育情報の収集及び提供に関すること
3. 教育相談に関すること
4. 生涯学習の推進に関すること
5. 教育に関する専門的事項の指導に関すること
6. 教育に関する研究及び調査に関すること
7. その他設置目的を達成するために必要な事業

## 沿革
- 1948年（昭和23年）4月1日 - 静岡県立教育研究所の設置（静岡市城内）
- 1956年（昭和31年）3月31日 - 静岡県立教育研究所廃止
  - 4月1日 - 静岡県立教育研修所設置（三島市文教町、県立臨時教員養成所跡を改装）
- 1972年（昭和47年）5月30日 - 研修寮・機械棟竣工（三島市文教町）
- 1973年（昭和48年）5月15日 - 本館竣工（三島市文教町）
- 1974年（昭和49年）4月1日 - 静岡県立情報処理教育センター設置（静岡市谷田）
- 1976年（昭和51年）6月1日 - 静岡県教育サービスセンター設置（愛称 ハロー電話「ともしび」）
- 1981年（昭和56年）4月 静岡県教育サービスセンターを静岡県教育相談センターに改称
- 1983年（昭和58年）4月 静岡県教育相談センターを静岡県教育委員会事務局教育相談センターと改称
- 1988年（平成元年）6月1日 - すこやか家庭教育相談事業「すこやか電話」相談開始
- 1995年（平成7年）7月31日 ｰ 静岡県立教育研修所、静岡県立情報処理教育センター、静岡県教育委員会事務局教育相談センター閉所
  - 8月1日 - 静岡県総合教育センター設置（掛川市、愛称「あすなろ」）
  - 10月16日 - 静岡県総合教育センター開所式
- 1996年（平成8年）2月6日 - 静岡県総合教育センター落成式
- 1998年（平成10年）4月1日 - ハロー電話「ともしび」相談事業を静岡県生涯学習振興財団へ委託
- 1999年平成11年３月17日 - 静岡県学校間情報ネットワークシステム設置
  - 3月31日 - 教育情報衛星通信ネットワークシステム（エル・ネット）設置
- 2002年（平成14年）4月1日 - 「すこやか電話相談」をハロー電話「ともしび」に統合
- 2005年（平成17年）3月31日 - ハロー電話「ともしび」相談事業の静岡県生涯学習振興財団への委託終了
- 2007年（平成19年）4月11日 -  「ふじのくにゆうゆうnet」運用開始
- 2008年（平成20年）1月1日 - 教育相談機能を静岡総合庁舎（静岡市駿河区）に移転
  - 3月31日 教育情報衛星通信ネットワークシステム（エル・ネット）終了
- 2013年（平成25年）3月31日 - 静岡県学校間情報ネットワークシステム終了
- 2014年（平成26年）4月1日 - 教育相談機能を静岡県総合教育センター（掛川市）に戻す
  - 10月1日 - 静岡県生涯学習情報発信システム「まなぼっと」運用開始、「ふじのくにゆうゆうnet」を統合
- 2018年（平成30年）3月31日 - 老朽化のためプラネタリウム廃止

## 組織
- 総務企画課
  - 総務班
  - 企画班
  - 情報管理班
  - 生涯学習推進室
- 教職員研修課
  - 基本研修班
  - マネジメント研修班
- 授業づくり支援課
  - 教育資料班
  - 授業支援I班
  - 授業支援II班
  - 特別支援班
- 人づくり支援課
  - 生徒指導支援班
  - 進路指導支援班
  - 教育相談班
- 東部支援班